# Гурро
Гурро, Ґурро (італ. Gurro, п'єм. Gur) — муніципалітет в Італії, у регіоні П'ємонт,  провінція Вербано-Кузіо-Оссола.
Гурро розташоване на відстані близько 560 км на північний захід від Рима, 140 км на північний схід від Турина, 20 км на північний схід від Вербанії.
Населення — 226 осіб (2014).
Щорічний фестиваль відбувається 8 вересня, на свято Різдва Пресвятої Богородиці.

## Демографія
Населення за роками:

Станом на 1 січня 2023 року в муніципалітеті офіційно проживало 6 іноземців з 6 країн, серед них 2 громадяни країн Євросоюзу та 1 громадянин України.

## Сусідні муніципалітети
- Кавальйо-Спочча
- Курсоло-Орассо
- Фальмента
- М'яццина